# Вознесенская церковь (Столин)
Вознесенская церковь — православный храм в городе Столине Брестской области. Историческое деревянное здание первой половины XX века, историко-культурная ценность (номер 113Г000663).

## История
Православная Вознесенская церковь вместе с колокольней построена в 1938 году из дерева. Не пострадала в Великую Отечественную войну, хотя на колокольне находился наблюдательный пункт немецких войск.

## Архитектура
Вознесенская церковь сочетает элементы полесского и северорусского деревянного зодчества. Церковь имеет продольно-осевую, четырёхчастную (притвор, трапезная, основной объём и апсида) композицию. Центральный объём завершается восьмериком, над которым — пологий шатёр с главкой. Пятигранная апсида объединена с центральным объёмом общими многогранной крышей и карнизом. К апсиде примыкают невысокие симметричные пристройки-ризницы. Над притвором — четырёхъярусная шатровая колокольня типа восьмерик на трёх четвериках, завершающаяся главкой. Арочные порталы над боковыми входами в трапезную являются продолжением боковых помещений притвора. Оконные проёмы имеют прямоугольную и арочную форму, сочетаются одиночные и сдвоенные окна. Обшивка фасадов горизонтальная. Декор здания представлен резным накладным филёнчатым фризом. Основной объём имеет двусветный интерьер за счёт открытого барабана. Восьмерик посредством консольно-балочных парусов поддерживают четыре круглых столба. Над трапезной размещаются хоры. В интерьере сохранились настенные росписи.